# Васені
Васе́ні (рос. Васени, марій. Васенькин) — присілок у складі Кілемарського району Марій Ел, Росія. Входить до складу Кілемарського міського поселення.

## Населення
Населення — 13 осіб (2010; 14 у 2002).
Національний склад (станом на 2002 рік):
- росіяни — 57 %
- марі — 43 %